# 매린 힝클
매린 힝클(Marin Hinkle, 1966년 3월 23일 ~ )은 미국의 배우이다.

## 출연 작품
- 쥬만지: 새로운 세계 (2017)
- 알렉스 오브 베니스 (2014)
- 마이 일레븐스 (2014)
- 코멘스먼트 (2013)
- 미싱 앳 17 (2013)
- 웨더 걸 (2009)
- 이매진 댓 (2009)
- 할리우드 폭로전 (2008)
- 쿼런틴 (2008)
- 소녀괴담 : 17살 여고생의 악몽 (2008)
- 사라 실버맨 프로그램 (2007)
- 디 엑스 (2007)
- 레일즈 앤드 타이즈 (2007)
- 턴 더 리버 (2007)
- 돈 많은 친구들 (2006)
- 이어 댓 트렘블 (2002)
- 다크 블루 (2002)
- 샘 더 맨 (2001)
- 최후의 바이러스 전쟁 (2001)
- 아이 엠 샘 (2001)
- 프리퀀시 (2000)
- 트러블 커플 (1996)

### 텔레비전
- 로앤오더 (1998)
- Once and Again (1999-2002)
- 두 남자와 1/2 (2003-15)